# Gypsys, Tramps & Thieves
"Gypsys, Tramps & Thieves" is een nummer van de Amerikaanse zangeres Cher. Het verscheen op haar album Chér uit 1971. Op 1 september van dat jaar werd het uitgebracht als de eerste single van het album.

## Achtergrond
"Gypsys, Tramps & Thieves" is geschreven door Bob Stone en geproduceerd door Snuff Garrett. Het nummer droeg oorspronkelijk de titel "Gypsys, Tramps and White Trash", maar op aanraden van Garrett werd deze veranderd naar de uiteindelijke titel. Af en toe wordt het eerste woord van de titel ook weergegeven als "Gypsies", wat de correcte spelling is. Het is de eerste single van Cher waarop muzikanten van The Wrecking Crew te horen zijn.
"Gypsys, Tramps & Thieves" wordt gezongen vanuit het oogpunt van een zestienjarig Romameisje dat met haar familie deel uitmaakt van een medicine show. Haar moeder is een exotische danseres en haar vader is een medicijnman die doet alsof hij dominee is. De familieleden worden "zigeuners, zwervers en dieven" genoemd, alhoewel de mannen in de steden altijd naar hun shows komen en hen geld geven. Op een dag geeft de familie een lift aan een 21-jarige man, die meereist naar Memphis. Op een van de nachten heeft het meisje seks met hem zonder dat haar vader het weet. Drie maanden later, nadat de man verdwenen is, komt zij erachter dat zij zwanger is. Nadat haar dochter geboren is, neemt het meisje zelf de taken van haar moeder over, terwijl haar eigen vader nog steeds medicijnman is.
"Gypsys, Tramps & Thieves" werd vier jaar na "You Better Sit Down Kids", de laatste top 10-hit van Cher, uitgebracht. Het werd haar eerste nummer 1-hit als soloartiest in de Amerikaanse Billboard Hot 100 en was de eerste single van een soloartiest die zowel in de Verenigde Staten als in Canada de hitlijsten aanvoerde. In de Britse UK Singles Chart bereikte het nummer de vierde plaats. Ook in onder meer Australië, Denemarken, Ierland, Maleisië, Nieuw-Zeeland en Singapore bereikte de single de top 10. In Nederland piekte het op plaats 25 in de Top 40 en plaats 23 in de Daverende Dertig, terwijl in Vlaanderen positie 27 in een voorloper van de Ultratop 50 werd gehaald. Naar aanleiding van het succes van de single werd het bijbehorende album korte tijd later opnieuw uitgebracht onder de titel Gypsys, Tramps & Thieves.

## Hitnoteringen

### Nederlandse Top 40
| Hitnotering: 27-11-1971 t/m 15-01-1972 | Hitnotering: 27-11-1971 t/m 15-01-1972 | Hitnotering: 27-11-1971 t/m 15-01-1972 | Hitnotering: 27-11-1971 t/m 15-01-1972 | Hitnotering: 27-11-1971 t/m 15-01-1972 | Hitnotering: 27-11-1971 t/m 15-01-1972 | Hitnotering: 27-11-1971 t/m 15-01-1972 | Hitnotering: 27-11-1971 t/m 15-01-1972 | Hitnotering: 27-11-1971 t/m 15-01-1972 | Hitnotering: 27-11-1971 t/m 15-01-1972 |
| Week                                   | 1                                      | 2                                      | 3                                      | 4                                      | 5                                      | 6                                      | 7                                      | 8                                      |                                        |
| -------------------------------------- | -------------------------------------- | -------------------------------------- | -------------------------------------- | -------------------------------------- | -------------------------------------- | -------------------------------------- | -------------------------------------- | -------------------------------------- | -------------------------------------- |
| Nummer                                 | 38                                     | 26                                     | 25                                     | 34                                     | 30                                     | 27                                     | 25                                     | 37                                     | uit                                    |

### Daverende Dertig
| Hitnotering: 04-12-1971 t/m 11-12-1971 | Hitnotering: 04-12-1971 t/m 11-12-1971 | Hitnotering: 04-12-1971 t/m 11-12-1971 | Hitnotering: 04-12-1971 t/m 11-12-1971 |
| Week                                   | 1                                      | 2                                      |                                        |
| -------------------------------------- | -------------------------------------- | -------------------------------------- | -------------------------------------- |
| Nummer                                 | 23                                     | 23                                     | uit                                    |

### NPO Radio 2 Top 2000
| Nummer met noteringen in de NPO Radio 2 Top 2000 | '00  | '01 | '02  |
| ------------------------------------------------ | ---- | --- | ---- |
| Gypsys, Tramps & Thieves                         | 1963 | -   | 1578 |

1. ↑  Een '-' betekent dat het nummer niet was genoteerd en een vetgedrukt getal geeft de hoogste notering aan.
2. ↑  2000 was het eerste jaar met een notering voor dit nummer.
3. ↑  Deze tabel is bijgewerkt tot en met de laatste editie (2024).